# 伦诺
伦诺（義大利語：Lenno），曾是意大利科莫省的一个市镇。总面积9平方公里，人口1828人，人口密度203.1人/平方公里（2009年）。ISTAT代码为013125。
2014年5月25日，伦诺和另外三个市镇合并为新的特雷梅齐纳市镇。

## 友好城市
- 希腊Lemnos（英语：Lemnos (regional unit)）